# Thelypteris funckii
Thelypteris funckii är en kärrbräkenväxtart som först beskrevs av Georg Heinrich Mettenius, och fick sitt nu gällande namn av Arthur Hugh Garfit Alston. Thelypteris funckii ingår i släktet Thelypteris och familjen Thelypteridaceae. Inga underarter finns listade.